# (38240) 1999 PB1
1999 بي بي 1 (ويعرف أيضًا باسم (38240) 1999 بي بي 1 وفق تسمية الكوكب الصغير) (بالإنجليزية: 1999 PB1) هو كويكب ضمن حزام الكويكبات؛ وترتيبه 38240 من حيث الاكتشاف.
اكتُشف هذا الجُرم الفلكي بواسطة لينكا كوتكوفا في 8 أغسطس 1999.

## وصلات خارجية
- (38240) 1999 PB1 في قاعدة بيانات مختبر الدفع النفاث لأجرام النظام الشمسي الصغيرة

- الاكتشاف · مخطط المدار ·  العناصر المدارية · المعلمات المادية

- (38240) 1999 PB1 على موقع ويكي سكاي: DSS2, SDSS, GALEX, IRAS, Hydrogen α, X-Ray, Astrophoto, Sky Map, Articles and images